# Terios
Terios（テリオス）は、日本のアダルトゲームブランドである。

## 概要
ほとんどの作品のキャラクターデザイン・原画を、スタジオラインの代表取締役社長であった横田守が手掛けており、その絵柄から根強いファンを持っていた。また、横田とは設立以前からの古い間柄であり絵柄に多くの共通点を持つ土代昭治も同じくほとんどの作品に原画として関わっており、『Chanter -キミの歌がとどいたら-』では横田に代わって単独でキャラクターデザイン・原画を務めるまでになっていた。
作品に豪華声優を起用することでも知られ、特に男性陣についてはテレビアニメではなかなか揃わないほどのベテランが集うこともあった。
しかし、2009年に入ると土代をはじめとして中心メンバーが相次いで自身のブログなどで退社を公表したうえ、同年7月にはTerios公式サイトがファンクラブの解散を告知した以降はソフトハウスとして目立った活動は行われておらず、実質上の休止状態にあった。2010年以降、横田はアニメーターやイラストレーターへ、元中心メンバーはストラトスやWHITE SOFTなどのソフトハウスへ、それぞれ活動の場を移している。
2013年4月10日にはスタジオラインと横田が破産手続に入ったことが報じられ、活動を休止していたが、 2014年7月25日に新規のアドレスで公式サイトが復活し、「新生Terios 1st Project」として『まじかるカナン2〜緋色のベルガモット〜』の情報が告知された。

## 作品一覧

### 一般販売
- 1998年12月17日 - SeptemCharm まじかるカナン
- 1999年8月13日 - SeptemCharm まじかるカナン MAGICAL FANTASY BOX（『SeptemCharm まじかるカナン』のファンディスク）
- 2000年8月10日 - ELYSION 〜永遠のサンクチュアリ〜
- 2002年
  - 1月18日 - いきなりはっぴぃベル
  - 5月31日 - はぴベルラヴ×2ハネムーン（『いきなりはっぴぃベル』のファンディスク）
- 2003年
  - 3月14日 - ANGELIUM -ときめきLOVE GOD-
  - 11月7日 - 夏色☆こみゅにけ〜しょん♪（回収版）
  - 11月14日 - 夏色☆こみゅにけ〜しょん♪（再発売版）
  - 12月26日 - テリぷらDVDリニューアルパッケージ、テリ☆みっくす
- 2005年
  - 4月28日 - まじかるカナン -RISEA- トリプルフューチャリングBOX
  - 9月22日 - 夏色☆こみゅにけ〜しょん♪（DVD-ROM版）
  - 12月16日 - 夜刀姫斬鬼行
- 2006年
  - 3月24日 - りこりす〜Lycoris Radiata〜
  - 10月27日 - Chanter. -キミの歌がとどいたら-
- 2007年9月28日 - はっぴぃプリンセス
- 2008年
  - 4月25日 - 春色こみゅにけ〜しょん
  - 7月25日 - はっぴぃプリンセス アナザーフェアリーテール（『はっぴぃプリンセス』のファンディスク）
- 2015年1月30日 - まじかるカナン2〜緋色のベルガモット〜[5]

### ファンクラブ会員専用
- 2003年
  - 5月28日 - 宅配メイド椎子さん
  - テリぷら
- 2004年10月1日 - 冴子さんといっしょ♪
- 2006年
  - 6月1日 - 気まぐれカラスとやんちゃ姫
  - 12月29日 - テリぷら2
- 2008年
  - 6月14日 - 宅配メイド椎子&のの
  - 6月30日 - 新妻は魔法少女

### その他
- ツカサの☆さてぃすふぁくしょん♪